# Sumito Yamashita
Pour les articles homonymes, voir Yamashita.
Sumito Yamashita (山下澄人, Yamashita Sumito) est un écrivain japonais né le 25 janvier 1966 à Kōbe. 
Il remporte le Prix Noma des nouveaux auteurs en 2012 pour Midori no saru (緑のさる) et le prix Akutagawa en 2016 pour Shin sekai |しんせかい.

## Sources
1. ↑  (en) Daisuke Kikuchi, « Sumito Yamashita claims 156th Akutagawa Prize », dans The Japan Times, le 20 janvier 2017, consulté sur www.japantimes.co.jp le 23 juillet 2017